# Ma trận tương đẳng
Trong toán học, hai ma trận vuông A và B trên một trường được gọi là tương đẳng (congruent) nếu tồn tại một ma trận khả nghịch P trên cùng trường sao cho
PTAP = B
trong đó "T" ký hiệu cho phép chuyển vị ma trận. Sự tương đẳng ma trận là một quan hệ tương đương.
Khái niệm ma trận tương đẳng nảy sinh khi xét tác động của phép chuyển cơ sở trên ma trận Gram gắn với một dạng song tuyến tính hay dạng toàn phương trên một không gian vectơ hữu hạn chiều: hai ma trận tương đẳng khi và chỉ khi chúng biểu diễn cùng một dạng song tuyến tính đối với các cơ sở khác nhau.
Lưu ý rằng Halmos định nghĩa sự tương đẳng dưới dạng chuyển vị liên hợp (đối với một không gian tích trong phức) thay vì chuyển vị, nhưng định nghĩa này không được chấp nhận bởi hầu hết các tác giả khác.

## Sự tương đẳng trên trường số thực
Định lý quán tính Sylvester phát biểu rằng hai ma trận đối xứng thực tương đẳng có cùng số giá trị riêng dương, âm và bằng 0. Tức là số giá trị riêng của mỗi dấu là bất biến đối với dạng toàn phương tương ứng.

## Văn liệu
- Gruenberg, K.W.; Weir, A.J. (1967). Linear geometry. van Nostrand. tr. 80.
- Hadley, G. (1961). Linear algebra. Addison-Wesley. tr. 253.
- Herstein, I.N. (1975). Topics in algebra. Wiley. tr. 352. ISBN 0-471-02371-X.
- Mirsky, L. (1990). An introduction to linear algebra. Dover Publications. tr. 182. ISBN 0-486-66434-1.
- Marcus, Marvin; Minc, Henryk (1992). A survey of matrix theory and matrix inequalities. Dover Publications. tr. 81. ISBN 0-486-67102-X.
- Norman, C.W. (1986). Undergraduate algebra. Oxford University Press. tr. 354. ISBN 0-19-853248-2.